# Александар Витек
Александар Витек (хрв. Aleksandar Witek; Сисак 1852 — Грац 1894) био је први хрватски шаховски мајстор (појам „велемајстор“ у то доба још није постојао).
Из Сиска је одселио 1870. године. Живео је у Грацу, Бечу (где дипломира архитектуру 1875) и Сарајеву. Године 1877. изабран за потпредседника шаховског клуба у Грацу. Забележено је да је 1881. одиграо симултанку на слепо на десет табли.
Између 1881. и 1883. године учествовао је на неколико врло јаких турнира у Грацу, Бечу и Берлину и постигао добре резултате. Победио је многе водеће мајсторе, између осталих Штајница (који ће 1886. постати први светски првак) и Чигорина, који ће касније играти два меча за првенство света са Штајницом.
Најјачи је био турнир у Бечу 1882. где су играли сви најјачи играчи света. Турнир је био врло напоран, јер је 18 учесника играло у два круга. Витек је освојио 9. место.
Тада се бавио мишљу да постане шаховски професионалац, али се одлучио за сигурнију државну службу.